# Éric Metzger
Éric Metzger est un écrivain et humoriste français, né en 1984. 

## Biographie
Après des études de lettres classiques (classes préparatoires littéraires suivies d'un master de Lettres à la Sorbonne), il se fait remarquer par Arielle Saracco, directrice du pôle créations de Canal+, en lui envoyant une lettre de motivation au ton décalé et rejoindra le SAV d'Omar et Fred en 2007 en tant qu'auteur. 
Il y rencontre Quentin Margot, avec qui il forme le duo Éric et Quentin, un duo humoristique dans l'émission Le Petit Journal, présentée par Yann Barthès, sur Canal+. À la rentrée 2016, ils l'ont suivi sur TMC dans l'émission Quotidien. 
Depuis, ils sont montés sur scène pour leur spectacle On peut plus rien rire, un spectacle dans lequel le duo s'intéresse au rire, notamment à ses origines et à son importance dans la société.
Éric Metzger est aussi écrivain. Il a publié cinq romans.

## Ouvrages
- La Nuit des Trente, Gallimard, coll l'Arpenteur, 2015
- Adolphe a disparu, Gallimard, coll l'Arpenteur, 2017, Prix François Mauriac de l'Académie Française[3]
- Les Orphée, Gallimard, coll l'Arpenteur, 2018
- La Citadelle, Gallimard, coll l'Arpenteur, 2019
- Les Écailles de l'amer Léthé, Éditions de l'Olivier, 2022